# Kreisfreie Stadt (China)
Kreisfreie Städte (chinesisch 縣級市 / 县级市, Pinyin xiànjíshì) sind administrative Gliederungen der Volksrepublik China auf Kreisebene. Im Jahr 2021 gab es in ganz China 394 kreisfreie Städte.
Diese Zahl war in der jüngeren Vergangenheit und wird auch in Zukunft noch leichten Schwankungen unterworfen sein, da einerseits hin und wieder Kreise aufgrund des Grades ihrer Urbanisierung in kreisfreie Städte umgewandelt werden, andererseits aber kreisfreie Städte, vor allem wenn sie zunehmend mit dem städtischen Einzugsgebiet der übergeordneten bezirksfreien Stadt verschmelzen, in Stadtbezirke umgewandelt werden.
Kreisfreie Städte unterstehen in der Regel den bezirksfreien Städten, Regierungsbezirken, Bünden und autonomen Bezirken, also der Bezirksebene. Im Fall der sechs kreisfreien Städte Hainans und einiger kreisfreier Städte in Henan, Hubei und Xinjiang unterstehen sie aber direkt der Provinzebene. Während diese im Fall Hainan darauf verzichtet hat, eine Bezirksebene überhaupt zu installieren, stellen die direkt der Provinzebene unterstellten kreisfreien Städte außerhalb Hainans eine Ausnahme dar, die auch mit einem besonderen Status verbunden ist, der eine halbe Stufe höher liegt als bei den „normalen“ kreisfreien Städten. Diese Zwischenebene wird „Unterbezirks-Ebene“ genannt, da sie oberhalb der Kreis- und unterhalb der Bezirksebene liegt.

## Direkt der Provinzebene unterstellte kreisfreie Städte
Gegenwärtig sind 17 kreisfreie Städte Chinas direkt der Provinzebene unterstellt (省直轄縣級市 / 省直辖县级市):
- Anhui:
  - Guangde
  - Ningguo
- Hainan:
  - Danzhou
  - Dongfang
  - Qionghai
  - Wanning
  - Wenchang
  - Wuzhishan
- Henan:
  - Jiyuan
- Hubei:
  - Qianjiang
  - Tianmen
  - Xiantao
- Xinjiang:
  - Aral
  - Beitun
  - Shihezi
  - Tumxuk
  - Wujiaqu